# Decyfer Down
Decyfer Down — це християнська рок група, що сформувалась у 1999 році в Північній Кароліні, США.

## Історія групи
Історія Decyfer Down почалась зі створення невеликої групи Allysonhymn (All-eyes-on-Him), учасниками якої були гітарист Брендон Міллс і ударник Джон Олівер. Почавши з акустичних пісень, вони незабаром взяли курс на тяжкий рок.
Після того, як до складу групи ще увійшли басист Калеб (брат Джоша) і гітарист Кріс Клонт, група почала стрімко зростати і досягла такого визнання, щоб виступати поряд з Puddle of Mudd , Breaking Benjamin , Crossfade і Adema. Новий рівень вимагав нової назви. «Я відкрив словник і побачив там слово decipher», — розповідає Клонтс — «Ось так і з'явилась назва Decyfer Down».

## Склад групи
- TJ Harris — вокал, акустична гітара
- Brandon Mills — гітара
- Chris Clonts — гітара
- Josh Oliver — ударник

## Дискографія

### Альбоми
| Title       | Year | Label       |
| ----------- | ---- | ----------- |
| End of Grey | 2006 | INO Records |
| Crash       | 2009 | INO Records |

### End of Grey
Альбом End of Grey вийшов 6 червня 2006 року і став кульмінацією цього підйома. Чотири пісні («Fight Like This»,«Burn Back the Sun»,«No Longer»,«Life Again») стали хітами і посіли перші місця у християнських чартах.

### Crash
У липні 2008 року новий сингл Crash покорив християнські чарти Америки. Після цього Decyfer Down випустили Crash EP ще з трьома піснями. Другий альбом Crash вийшов 5 травня 2009 року. Після його виходу Decyfer Down вирушили в Camatose-Tour з групами Skillet і Disciple. Наприкінці року група отримала подарунок — першу номінацію на Греммі в номінації «Найкращий Євангельський рок-альбом».

### Сингли
| Рік  | Назва               | Позиція у чарті     | Позиція у чарті   | Альбом      |
| ---- | ------------------- | ------------------- | ----------------- | ----------- |
| Рік  | Назва               | Hot Christian Songs | ChristianRock.Net | Альбом      |
| 2006 | «Fight Like This»   | -                   | #1                | End of Grey |
| 2006 | «Burn Back The Sun» | -                   | #1                | End of Grey |
| 2007 | «No Longer»         | -                   | #1                | End of Grey |
| 2007 | «Life Again»        | -                   | #1                | End of Grey |
| 2008 | «Crash»             | -                   | #1                | Crash       |
| 2008 | «Fading»            | -                   | #1                | Crash       |
| 2008 | «Desperate»         | -                   | #1                | Crash       |